# NGC 4759A
NGC 4759A (ook: NGC 4776) is een lensvormig sterrenstelsel in het sterrenbeeld Maagd. Het hemelobject werd op 25 maart 1786 ontdekt door de Duits-Britse astronoom William Herschel.

## Synoniemen
- MCG -1-33-36
- HCG 62B
- PGC 43754